# Scala & Kolacny Brothers
A Scala & Kolacny Brothers egy belga lánykórus, mely Stijn Kolacny vezényletével és Steven Kolacny zongorakíséretével alakult 1996-ban. Lemezeiken olyan előadók dalait dolgozzák át kórusművekké mint például a Radiohead, a U2, a Nirvana, a Depeche Mode vagy a Rammstein.
Első szereplésük 1996. április 2-án volt 18 kórustaggal. A kórusnak jelenleg kétszáznál is több 16 és 26 év közötti lány tagja van.

## Diszkográfia

### Stúdióalbumok
- 2000 – Christmas Time Is Here
- 2004 – On the Rocks
- 2004 – Dream On
- 2004 – Respire
- 2005 – Grenzenlos
- 2006 – It All Leads To This
- 2007 – One-Winged Angel

### Kislemezek
- 2004 – Engel
- 2004 – Schrei Nach Liebe
- 2005 – With or Without You / Clandestino
- 2005 – Last Christmas

## Külső hivatkozások
- a Scala & Kolacny Brothers a MySpace oldalain
- a Scala & Kolacny Brothers hivatalos oldala